# Sinar Mulyo (Pulau Panggung)
Sinar Mulyo is een bestuurslaag in het regentschap Tanggamus van de provincie Lampung, Indonesië. Sinar Mulyo telt 682 inwoners (volkstelling 2010).